# Lady Godiva
Godiva ou Godgifu (Mércia, c. 990 – Coventry, 10 de setembro de 1067) foi uma aristocrata anglo-saxã, célebre por ter cavalgado nua pelas ruas da cidade inglesa de Convêntria.

## Figura histórica

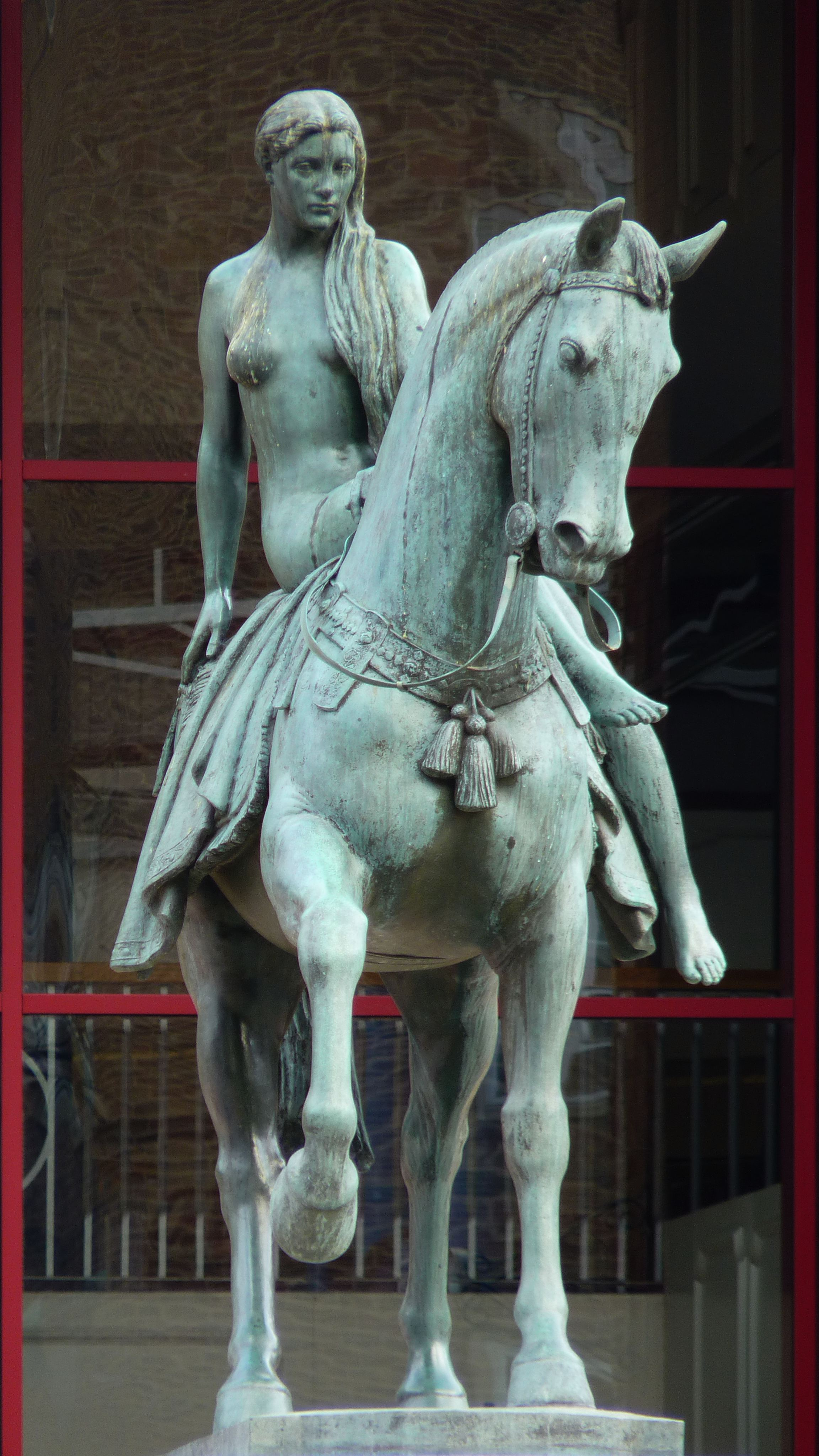
Estátua de Lady Godiva

Godiva foi esposa de Leofrico, Duque da Mércia e fundador da Ordem de São Bento em Coventry (1043), país de Elfgar de Mércia. O seu nome provém do inglês antigo. Também figura nas Crônicas de Ely, que descrevem Godiva como uma viúva.
Sua marca, "di Ego Godiva Comitissa diu istud desideravi" (condessa dos deuses), aparece na carta de Thorold de Bucknall ao mosteiro beneditino de Spalding. Alguns genealogistas argumentam que Thorold, mencionado no Livro de Domesday como xerife de Lincolnshire, fora provavelmente seu irmão.
Após a morte de Leofrico em 1057, Godiva sobreviveu até ser registrada no Livro de Domesday do rei Guilherme I de Inglaterra, sendo a única mulher a ter um registro como dona de terras após a conquista. Em 1086, quando o registro de Domesday foi feito, Godiva já havia morrido, mas seu nome prosseguiu. Algumas fontes indicam que ela terá falecido em 10 de setembro de 1067, um ano após a invasão da Inglaterra por Guilherme.
Existem controvérsias acerca do local onde seu corpo foi enterrado, sendo provavelmente em Evesham, no condado Inglês de Worcestershire. Porém, a escritora Octavia Randolph assegura que Godiva foi enterrada ao lado de seu marido no Priorado e Catedral de Santa Maria, em Coventry.

## A Lenda

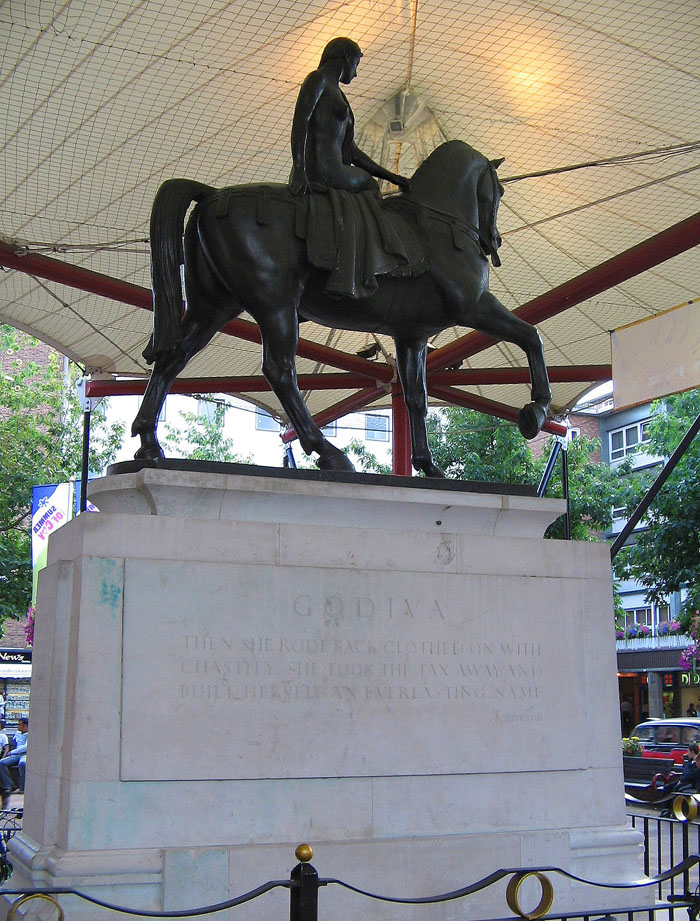
Estátua de Lady Godiva no centro de Coventry.

Conforme a lenda, a bela Lady Godiva ficou sensibilizada com a situação do povo de Coventry, que sofria com os altos impostos estabelecidos por seu marido. Godiva ter-lhe-á apelado tanto que ele concordou em conceder com uma condição: que ela cavalgasse nua pelas ruas de Coventry. Ela aceitou a proposta, e Leofrico mandou que todos os moradores da cidade se fechassem em suas casas até que ela passasse. Diz a lenda que somente uma pessoa ousou olhá-la, e ficou cego por consequência. Ao final da história, Leofrico retira os impostos mais altos, mantendo assim sua palavra.
Uma outra teoria diz que a nudez de Lady Godiva seria simbólica, representada pela falta de adereços e joias preciosas, marcas da nobreza à qual ela pertencia.
De qualquer forma, não há traços da história em fontes contemporâneas a Godiva. Isso, aliado a peculiaridades de Coventry, faz que a história titubeie um pouco quanto aos requisitos de veracidade histórica.

## Na cultura popular

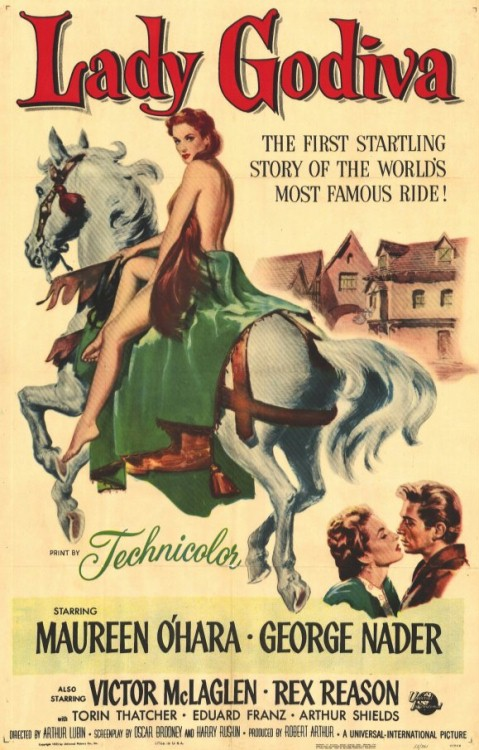
Pôster do filme Lady Godiva de Conventry, de 1955.

### Filme
- Lady Godiva of Coventry, filme americano de 1955, no qual é interpretada por Maureen O'Hara.
- Lady Godiva: Back in the Saddle, filme de comédia britânico de 2007.
- Lady Godiva, filme de comédia romântica britânico de 2008, sendo representada por Phoebe Thomas.
- Lady Godiva Rides Again, filme de comédia britânico de 1951.

### Música
- Freddie Mercury, vocalista da banda Queen, cita Lady Godiva na música "Don´t Stop me Now" neste trecho: "I'm a racing car, passing by like Lady Godiva" (Eu sou um carro de corrida, passando como Lady Godiva).
- No Brasil, Fausto Fawcett faz uma analogia a Godiva na música "Katia Flávia, a Godiva do Irajá" que tem o trecho "Ficou famosa por andar num cavalo branco/Pelas noites suburbanas/toda nua!! Toda nua!!
- A banda Grant Lee Buffalo tem uma de suas canções denominada de "Lady Godiva and me", na qual Grant Lee Phillips canta: "Ela monta despida pelas ruas de Coventry" (…)"Ninguém terá olhos seculares para ver Lady Godiva e eu", no álbum "Mighty Joe Moon".
- Mick Hucknall e os Simply Red lançaram em Maio de 1987 o tema "Lady Godiva's Room", primeiro como lado B do single "Infidelity", e em Fevereiro do ano seguinte foi também lado B do single "I Won’t Feel Bad". Só em 2002 é que fez parte de um álbum "It’s Only Love", e foi ainda um dos quatro temas gravados ao vivo para o EP "Montreux" em 1992.
- A banda grunge Mother Love Bone canta também um tema intitulado Lady Godiva Blues, a segunda faixa do disco bónus da compilação da banda, intitulada com o mesmo nome, que saíu em 1992.
- A banda Velvet Underground, encabeçada por Lou Reed também escreveu uma música sobre Godiva, "Lady Godiva's Operation", em seu segundo álbum, White Light / White Heat (1968).
- Projeto musical chamado Peeping Tom, liderado por Mike Patton, vocalista do grupo Faith No More.
- Alex Day, conhecido também como nerimon, no YouTube, fez um cover da "Lady Godiva" (originalmente dos cantores Peter e Gordon, em 1967).
- Em 2013 a banda alemã Heaven Shall Burn fez uma música em seu nome: "Godiva".
- A dupla de pop Peter & Gordon gravou a música  "Lady Godiva " em 1966, do disco de vinil "Morning's Calling".

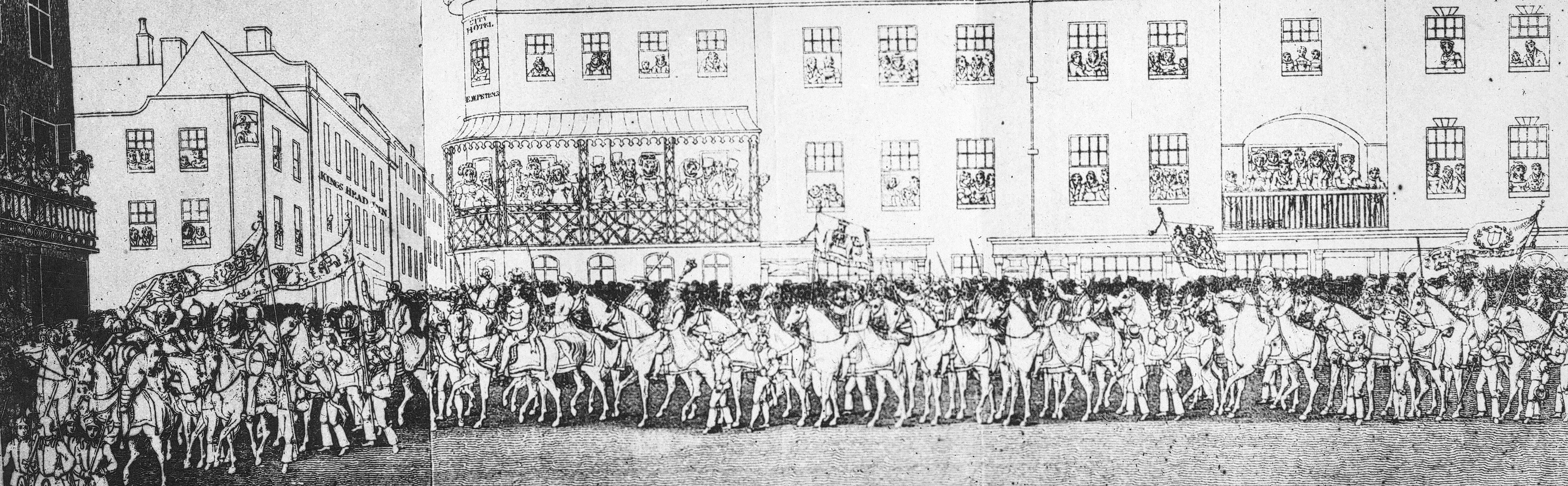
Imagem da procissão em 1825.

## Outros
- A procissão de Godiva em Coventry, uma celebração que foi instituída no dia 31 de maio de 1678.
- Dos anos 1980 em diante, uma habitante de Coventry, Pru Poretta, adotou o hábito de figurar Lady Godiva para atrair visitantes e festas do município. Desde 2005, Porretta mantém o status de embaixadora não-oficial de Coventry. A cada setembro, Poretta lidera uma marcha conhecida como as Irmãs Godiva em prol da paz mundial e união dos povos.
- Godiva foi imortalizada num poema de Alfred, Lord Tennyson.
- Isabeau, é uma ópera de 1911 que reconta a história de Godiva, escrita pelo italiano Pietro Mascagni.
- The Seven Lady Godivas, é um livro de ilustrações de 1939, escrito e ilustrado por Dr. Seuss.